# آئولیس کالاکورپی
آئولیس کالاکورپی (فنلاندی: Aulis Kallakorpi; ۱ ژانویهٔ ۱۹۲۹ – ۱۵ مهٔ ۲۰۰۵) اسکی‌باز پرش اهل فنلاند بود.